# Der Feuerwehrmann
Der Feuerwehrmann, alternativ Chaplin bei der Feuerwehr oder Charlie als Feuerwehrmann, ist ein Film von Charlie Chaplin aus dem Jahr 1916. Chaplin war auch verantwortlich für Drehbuch (mit Vincent Bryan und Maverick Terell) und Schnitt. Es war sein zweiter Film für die Mutual Co. Der Film kam am 12. Juni 1916 in die US-amerikanischen Kinos.

## Handlung
Feuerwehrmann Charlie und sein Chef wetteifern beide um die Gunst desselben Mädchens. Dessen Vater hat sich mit dem Feuerwehrhauptmann heimlich darüber verständigt, sein Haus abbrennen zu lassen, um die Versicherungssumme zu kassieren.
Dabei fängt auch das benachbarte Anwesen Feuer. Seinen Besitzer, der sie zur Brandstelle lotsen möchte, indem er zuerst den Feuermelder betätigt, dann die Feuerwache anruft und schließlich persönlich auf der Feuerwache erscheint, ignorieren die Feuerwehrleute einfach. Schließlich alarmiert Charlie den Feuerwehrhauptmann, und die Truppe rückt aus, um den Brand zu bekämpfen.
Da merkt der Versicherungsbetrüger, dass seine Tochter sich noch in dem brennenden Haus befindet. Feuerwehrmann Charlie erklimmt heldenhaft die Fassade des Gebäudes und bringt sie in Sicherheit.

## Hintergrund
Der Wechsel von der Essanay zur Mutual Co. für eine bis dahin noch nie gezahlte Jahresgage von 670.000 US-Dollar machte Chaplin zum damals bestbezahlten Komiker Hollywoods. Dafür sollte er binnen eines Jahres ein Dutzend Two-Reeler  abliefern.
Bedeutsamer für seine Entwicklung war, dass ihm nun weiter gehende Freiheiten vertraglich eingeräumt wurden. Die wohl wichtigste davon war die Garantie uneingeschränkter künstlerischer Kontrolle. So blieb ihm mehr Zeit, seine Filme vorzubereiten und auf gute Einfälle zu warten. Ihm wurde das Lone Star Studio zur Verfügung gestellt, das ausschließlich zur Produktion seiner Komödien bestimmt war. Schließlich konnte Chaplin bei der Mutual mit Edna Purviance, Albert Austin, Eric Campbell, Henry Bergman und dem Kameramann ‚Rollie‘ Totheroh eine ausgewählte Schar verlässlicher Mitarbeiter um sich versammeln, deren harter Kern ihm bis zuletzt treu blieb.
Die Dreharbeiten zum „Feuerwehrmann“ fanden in der näheren Umgebung von Los Angeles statt: die Außenaufnahmen am frühen Morgen auf der Straße, die Innenszenen im Lone Star Studio. Die Photographen waren William C. Foster und Roland Totheroh, mit dem Chaplin seit 1915 zusammenarbeitete.
Viele der Gags sind mit Sorgfalt ausgesucht. Bereits die Vorbereitungen der Feuerwehrleute auf ihren Dienst im Prolog des Films haben balletthafte Züge: wie die Pyramide eines Turnvereins posieren sie auf der Feuerspritze vor ihrem Hauptmann. Charlie, der den Einsatz verschläft, hat beim Bereiten von Speis’ und Trank für seine Kameraden auf der Feuerwache alle Hände voll zu tun; mit den geschickten Bewegungen eines Kartenspielers bringt er quasi aus dem Handgelenk die Teller in die richtige Position auf den Tisch. Der Kessel der Dampfspritze muss als Warmwasserquelle für den Morgenkaffee herhalten, seinen Hals schmiert Charlie mit der Ölkanne, als wäre er selber eine Maschine. Und wie eine solche führt er, automatisiert, beim Klang der Alarmglocke auch alle Exerzierbewegungen aus, wo sie gar nicht gebraucht werden. Einige komische Effekte wurden mit rückwärts gekurbelter Kamera bewirkt.
1932 kaufte der Inhaber der Van Beuren Studios, Amedee van Beuren, für 10.000 US-Dollar Chaplins für Mutual gedrehte Komödien auf. Er unterlegte sie mit Musik von Gene Rodemich und Winston Sharples, fügte Geräuscheffekte hinzu und vertrieb sie als Tonfilme durch RKO Radio Pictures, ohne dass Chaplin rechtlich gegen ihn vorgehen konnte.

## Kritiken
„The Fireman: schieres Regievirtuosentum, das eine schlichte Geschichte um zwei Feuerwehrmänner, eine schöne Frau und deren betrügerischen Vater in ein wunderbar veristisch grundiertes Spektakel aus Scherzen und Sensationen verwandelt.“

„Unter den Filmen bei der Mutual-Gesellschaft befanden sich mehrere Meisterwerke. Ein Uhr nachts, Der Vagabund, Das Pfandhaus, Hinter der Leinwand u. a. Während Der Ladenaufseher und Der Feuerwehrmann weniger gelungen waren, fanden sich bei seinen Filmen Easy Street und Der Einwanderer wieder die besten charakteristischen Merkmale der Chaplinaden. Der Ursprung dieser beiden Filme ist in Chaplins Leben zu finden, und es ist eine alte Weisheit, daß der Clown immer dann am besten ist, wenn er sein eigenes Leben mimt.“

## Wiederveröffentlichungen
Der Kulturkanal Arte zeigte Der Feuerwehrmann am 25. Dezember 2013 im deutschen Fernsehen. Die Musik steuerte Robert Israel bei.
Mehrere Verlage haben inzwischen Der Feuerwehrmann auf DVD in den Handel gebracht.